# جائزة موناكو الكبرى 1996
جائزة موناكو الكبرى 1996 هو سباق فورمولا 1 أقيم بتاريخ 19 مايو 1996 في حلبة موناكو، مونت كارلو. كان السادس من أصل 16 في بطولة العالم لسباقات الفورمولا واحد موسم 1996. حلّ الفرنسي أوليفييه بانيس أولا بينما جاء البريطاني ديفيد كولتهارد في المركز الثاني وحصل على المركز الثالث البريطاني جوني هربرت.